# دوللي بارتون
تُعد دوللي ريبيكا بارتون (ولدت في 19 من يناير، عام 1946م) مُغنية وكاتبة أغاني أمريكية، ومؤلفة، وعازفة للعديد من الآلات، وممثلة، ومُحْسِنة، وهي معروفة بعملها في موسيقى الريف. وقد ألّفت أكثر من 3000 أغنية، أشهرها يتضمن أغنية «سأظل دائمًا أحبك» (I Will Always Love You) (وقد احتلت الولايات المتحدة الصدارة مرتين لأجل بارتون، بالإضافة إلى أغنية البوب الشعبية الدولية لأجل ويتني هيوستن)، و«جوليني» (Jolene)، و«معطف من العديد من الألوان» (Coat of Many Colors)، و"9 to 5"، و«بلدي جبل تينيسي» (My Tennessee Mountain Home). وكممثلةٍ، فقد تألقت في أفلام 9 to 5، وأفضل أصغر بيت دعارة في تكساس (The Best Little Whorehouse in Texas)، ومانغوليا الصلبة (Steel Magnolias)، وGnomeo & Juliet، ونقاش على التوالي (Straight Talk)، وUnlikely Angel، والضوضاء البهيجة (Joyful Noise). هي واحدة من أكثر الفنانات نجاحًا في الدولة في كل العصور؛ مع ما يقرب من 100 مليون في مبيعات الألبوم، تُعَد دوللي بارتون أيضًا واحدةً من الفنانين الأكثر مبيعًا في كل العصور.
تُعرَف باسم «ملكة موسيقى الريف».

## قائمة المصادر
- Parton، Dolly (1994). Dolly: My Life And Other Unfinished Business. Harper Collins. ISBN:0-06-017720-9. مؤرشف من الأصل في 2023-01-29. {{استشهاد بكتاب}}: الوسيط |ref=harv غير صالح (مساعدة)

## كتابات أخرى
- Miller، Stephen (2008). Smart Blonde - Dolly Parton. Music Sales Group. ISBN:978-0-85712-007-6. مؤرشف من الأصل في 2019-07-02.
- Pasternak، Judith Mahoney (1998). Dolly Parton. Sterling Publishing. ISBN:978-1-56799-557-2..

## وصلات خارجية
- الموقع الرسمي
- (dollypartonmusic.net (official music website
- دوللي بارتون على موقع IMDb (الإنجليزية)
- دوللي بارتون على موقع ميتاكريتيك (الإنجليزية)
- دوللي بارتون على موقع الموسوعة البريطانية (الإنجليزية)
- دوللي بارتون على موقع روتن توميتوز (الإنجليزية)
- دوللي بارتون على موقع مونزينجر (الألمانية)
- دوللي بارتون على موقع قاعدة بيانات الأفلام العربية
- دوللي بارتون على موقع ألو سيني (الفرنسية)
- دوللي بارتون على موقع ميوزك برينز (الإنجليزية)
- دوللي بارتون على موقع رولينغ ستون (الإنجليزية)
- دوللي بارتون على موقع تيرنر كلاسيك موفيز (الإنجليزية)
- "Dolly Parton"، inductee page at countrymusichalloffame.com Country Music Hall of Fame and Museum's official website
- "Dolly Parton" biography at legacyrecordings.com، Legacy Recordings's official website
- "Dolly Parton – Interview"، posted November 18، 2008، at countrymusicpride.com
- "A Conversation with Singer and Actress Dolly Parton"، a June 5، 2009، video interview (requires Adobe Flash) from the Charlie Rose (talk show (talk show)، a PBS television program، at charlierose.com، Rose's official website
- Dolly Parton video interview على يوتيوبfrom the talk show 'Parkinson (TV series)|Parkinson]' at BBC
- Reporter: Morley Safer (7 يونيو 2009). "Dolly Parton: The Real Queen Of All Media". 60 Minutes. CBS. مؤرشف من الأصل في 2013-05-17.